# مقاطعة برينس ويليام (فيرجينيا)
 مقاطعة برينس ويليام  (بالإنجليزية:  Prince William County)‏ هي إحدى المقاطعات في ولاية فيرجينيا في الولايات المتحدة الأمريكية.

## أعلام
- جورج فيتزهاغ
- جيمس دنكن غراهام
- ويليام باتلر
- جوزيف دبليو. لاتيمر
- أوستين ستيوارد